# Ковалив, Степан Михайлович
Степан Михайлович Кова́лив (укр. Стефан Михайлович Ковалів; 25 декабря 1848 с. Броница, Австрийская империя — 26 апреля 1920, Борислав, Польша) — украинский писатель, просветитель, педагог, автор школьных учебников, публицист.

## Биография
Родился в селе Броница, теперь Дрогобычский район Львовской области, Украина. Окончил школу отцов Василиан в Дрогобыче, где впоследствии учился И. Я. Франко. Затем — реальную школу в Перемышле. Не имея материальной помощи из дома, зарабатывал частными уроками и участием в церковном хоре.
В 1875 окончил Львовскую учительскую семинарию. Работал учителем на Львовщине, с декабря 1879 — С. Ковалива из родного села Броницы, где он заведовал сельской школой, перевели и назначили директором школы в Бориславе, в которой он проработал более сорока лет.
В 1881 начал свою писательскую деятельность.
Автор художественных произведений и статей, которые печатались в «Литературно-научном вестнике», газетах «Батьківщина», «Буковина».
Основная тема сочинений — духовный мир социально и национально обделенных крестьян, рабочих, красота праведного менталитета украинца.
В художественном наследии С. Ковалива более 112 рассказов и очерков. Кроме того, им написано более 40 педагогических статей, выступлений, методических разработок, которые и сегодня имеют немалую педагогическую ценность.
Писал под псевдонимами: Дрозд, Дроздищин, Стефан П’ятка, Плескачка, Естко и др.

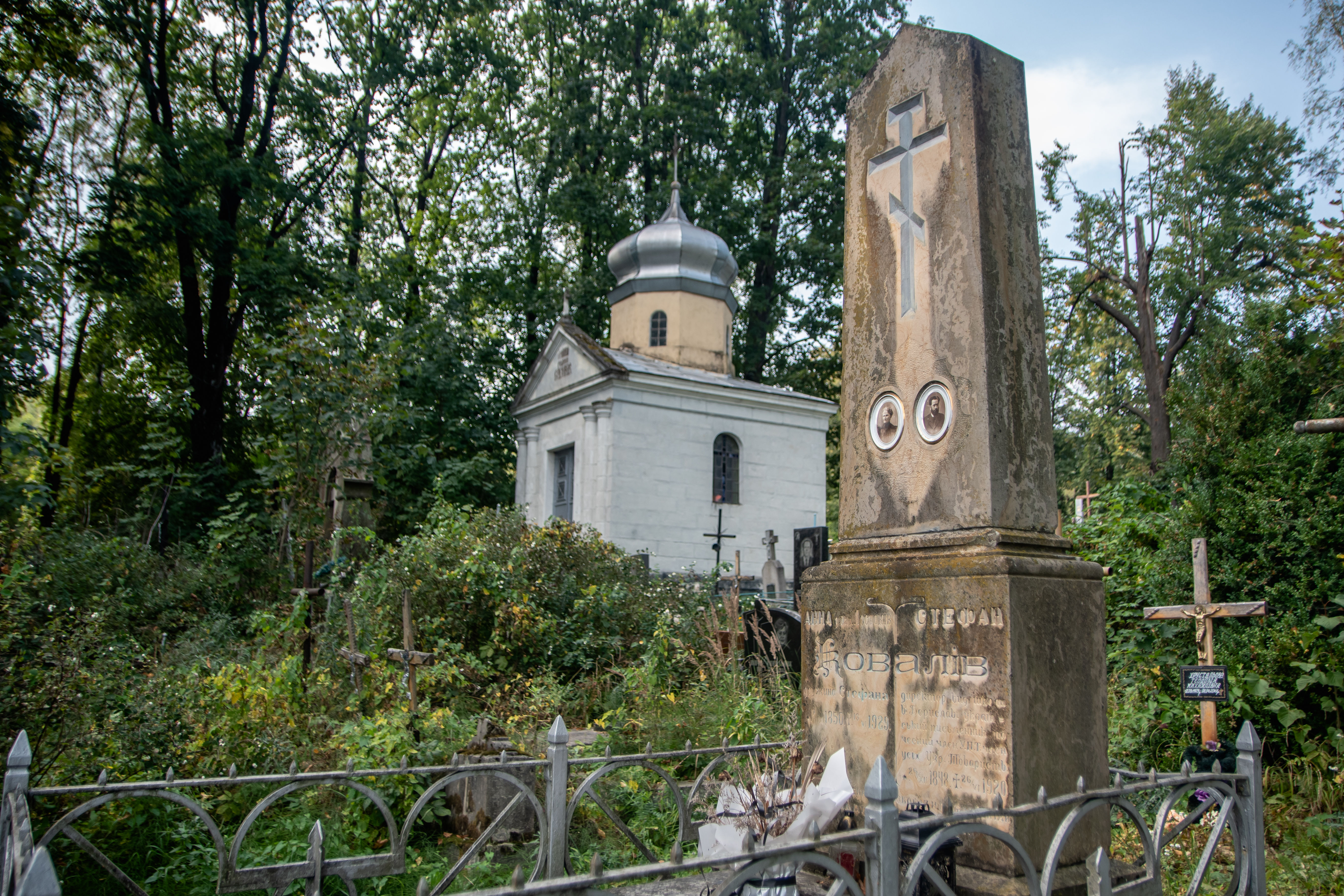
Могила Степана Ковалива в Бориславе

Умер и похоронен в Бориславе.

## Сочинения
- Спиритко Бруццак. Образок з життя народа. Львів, 1891;
- Свояки. Образок з життя. Львів, 1893;
- На вакаціях. Коломия, 1895;
- Громадські промисловці. Оповідання. Львів, 1899;
- Дезертир і інші оповідання. Львів, 1899;
- Риболови і інші оповідання. Львів, 1903;
- На прічках. Львів, 1906;
- Похресник і інші оповідання. Львів, 1909;
- Оповідання, ч. 1—2. Коломия, 1910;
- Оповідання для молодіжи, т. 1—4. Львів, 1910;
- Мудрують люде. Коломия, 1911;
- Образки з галицької Каліфорнії. Львів, 1913;